# 直角叶蜂属
直角叶蜂属（学名：Stauronematus），也称厚爪叶蜂属，是叶蜂科的一属。

## 下属物种
本属包括以下物种：
- 杨直角叶蜂 Stauronematus platycerus (Hartig, 1840)，杨厚爪叶蜂
- 中华厚爪叶蜂 Stauronematus sinicus Liu, Li & Wei[2]